# Cedeira
Cedeira 43°39′34,23″B 8°03′5,19″T / 43,65°B 8,05°T là một đô thị ở phía tây bắc Tây Ban Nha tại tỉnh A Coruña trong cộng đồng tự trị của Galicia.